# Terril (Iowa)
Terril – miasto w Stanach Zjednoczonych, w stanie Iowa, w hrabstwie Dickinson. W 2000 liczyło 404 mieszkańców.